# ESOF La Roche
Die ESOF La Roche ist ein französischer Fußballverein aus La Roche-sur-Yon. Mit vollständigem Namen heißt er Étoile Sportive Ornaysienne de Football Vendée La Roche-sur-Yon. Überörtliche Bedeutung hat er durch seine Frauenfußballabteilung erlangt, mit der sich dieser Artikel überwiegend befasst.

## Geschichte
Gegründet wurde der Verein 1938 als Étoile Sportive Ornaysienne im Rahmen der katholischen Sportbewegung von einer Kirchengemeinde in Saint-André-d’Ornay, bis Mitte der 1960er Jahre ein selbständiger Nachbarort und seither ein Stadtteil von La Roche-sur-Yon. Ab 1945 wurde im Verein auch Fußball gespielt; die Männermannschaft kam bisher allerdings nicht über die regional höchste Amateurspielklasse Division d’Honneur hinaus. Dazu trug auch die erfolgreichere örtliche Konkurrenz (FC Yonnais und AEPB La Roche) bei.
Anders entwickelte sich die 1978 gegründete Frauenfußballabteilung des in der zweiten Hälfte der 1980er Jahre in ESOF La Roche umbenannten Klubs. Die Spielerinnen in den rot-blauen Vereinsfarben wuchsen innerhalb von anderthalb Jahrzehnten in die Rolle eines sportlichen Flaggschiffes der Vendée hinein; seit 1996 waren sie stets in der ersten oder zweiten Liga Frankreichs vertreten (siehe den Abschnitt hierunter). Die Frauen von ESOF bestreiten auch im 21. Jahrhundert ihre Heimspiele im Stade de Saint-André, das über eine Zuschauerkapazität von rund 1.800 Plätzen verfügt.
Die Abteilung ist bekannt für ihre gute Nachwuchsarbeit; so standen beispielsweise bei der U-20-Weltmeisterschaft 2010 drei Spielerinnen von ESOF im französischen Kader.

## Ligazugehörigkeit und Erfolge der Frauenelf
Erstmals in der Saison 1985/86 und auch im folgenden Jahr nahmen La Roches Fußballerinnen – noch weitgehend chancen- und erfolglos – an der Vorrunde der frankreichweiten Frauenmeisterschaft teil. Dann dauerte es bis 1991/92, wo sie die Qualifikation zur eingleisigen höchsten Division (Championnat National 1 A) aber noch verpassten.
Zur Saison 1996/97 gelang ihnen dann aber der Aufstieg, und bis 2003/04 gehörte ESOF durchgehend der französischen Eliteklasse an, ebenso wie bald darauf wieder von 2005 bis 2008 und von 2009 bis 2011. Dorthin kehrten La Roches Frauen 2015 zurück, stiegen aber nach nur einem Jahr wieder in die zweite Division ab. Vor allem in seiner erfolgreichsten Zeit um die Jahrtausendwende hat der Verein etliche Nationalspielerinnen in seinen Reihen gehabt; so standen im französischen Europameisterschaftsaufgebot 2001 nicht weniger als fünf Fußballerinnen von ESOF La Roche.  
Zu einem Landesmeistertitel haben die Frauen es bisher noch nicht gebracht; allerdings wurden sie 1999 und 2001 französische Vizemeisterinnen. Im 2001 ins Leben gerufenen Landespokalwettbewerb kam ESOF als bestes Resultat viermal bis in die Runde der letzten acht Frauschaften (2003, 2011, 2012 und 2019). Zu den Erfolgen des Klubs zählen zudem zwei Zweitligameistertitel (1996 und 2009).

## Bekannte ehemalige Spielerinnen
- Camille Abily
- Fatoumata Baldé
- Sonia Bompastor
- Lydie Devaud
- Alexandra Guiné
- Corinne Lagache
- Hoda Lattaf
- Émilie Mazoué
- Sarah M’Barek
- Mélissa Plaza
- Angélique Roujas